# 屠應埈
屠应埈（1502年—1546年），字文升，号渐山。浙江平湖縣（今平湖市）人。明朝政治人物。

## 生平
嘉靖四年（1525年）乙酉科應天鄉試第二名舉人，五年（1526年）联捷丙戌科进士，选庶吉士，六年十一月改刑部主事。嘉靖七年（1528年）四月，受命与兵部郎中盧襄典试江西，九年调礼部儀制司主事，九年十月奉命往直隶为皇帝挑选嫔妃。历升员外郎、郎中，十二年十月改任翰林院修撰，次年春乞假归省。十五年九月升侍读，仍与五品服色，次月以皇子生，奉使河南诸王府。十七年同考會試，同年秋主考武举，十八年二月升右春坊右谕德兼侍读。十九年十月上疏乞归，回籍养病，嘉靖二十五年丙午正月十三日卒於家，享年四十五。

## 著作
应埈雅好文史，有《兰晖堂集》8卷。《太史屠漸山文集》四卷。

## 家族
曾祖屠湘，贈刑部尚書。祖父屠機，贈刑部尚書。父屠勋，刑部尚書，贈太保、謚康僖。嫡母陳氏，贈夫人；继母林氏；母牛氏，封一品夫人。慈侍下。
兄屠應塤，前禮部郎中、應坤；弟屠應垹、應垣、應圻、應坊、應埏。從兄屠奎，布政司参议；屠垔；屠學垚，監察御史；屠垕；屠學堂。
五子：屠孟玄（太学生）、屠仲律（庐州知府）、屠仲行、屠叔方（山东副使）、屠叔章，仲律、叔方皆中进士。孙屠谦，山东副使；屠蒙，甲子省试贡士；屠大壮，戊子顺天乡试贡士。

## 延伸阅读
[在维基数据编辑]
 《國朝獻徵錄·卷之十九》，出自焦竑《國朝獻徵錄》
 《明史卷二百八十七》，出自《明史》